# Canal de Givors

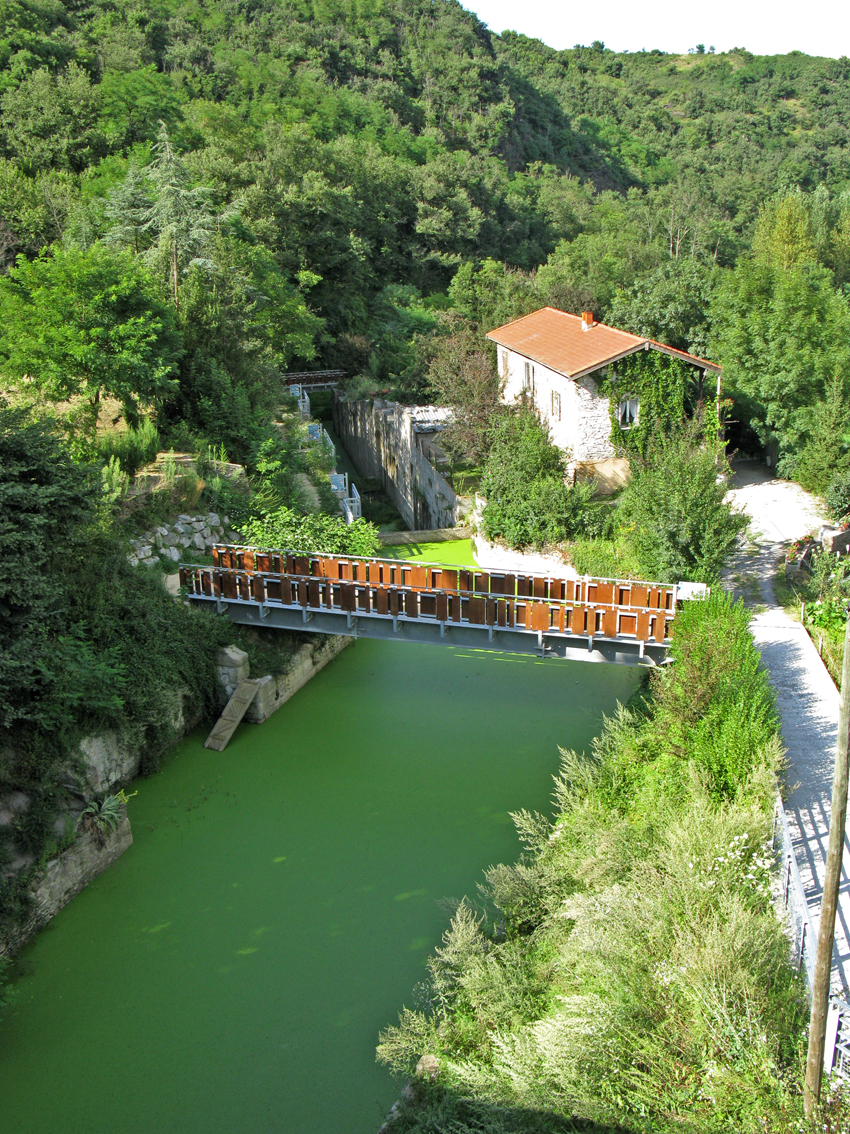
Erhaltener Abschnitt des Canal de Givors mit Schleusenkammern am Rocher perçé bei Tartaras

Der Canal de Givors ist ein stillgelegter, weitgehend verfüllter Seitenkanal des Gier in den französischen Départements Loire und Métropole de Lyon.

## Vorgeschichte
Die Idee, die Rhone und die Loire zu verbinden, war nicht neu. Zwischen Givors und Saint-Rambert liegen die beiden Flüsse nur wenige Kilometer auseinander. Dazwischen gab es große Kohlevorkommen, die man von beiden Seiten über schiffbare Kanäle zu erschließen gedachte. Nachdem die Compagnie La Gardette den Ausbau der Loire bis Saint-Rambert vollendet hatte, nahm das Projekt eines Kanals zur Rhone hin Gestalt an. 1749 präsentierte der Ingenieur Alléon de Varcourt einen ersten Plan, der aber nicht weiter verfolgt wurde.

## Geschichte und Beschreibung

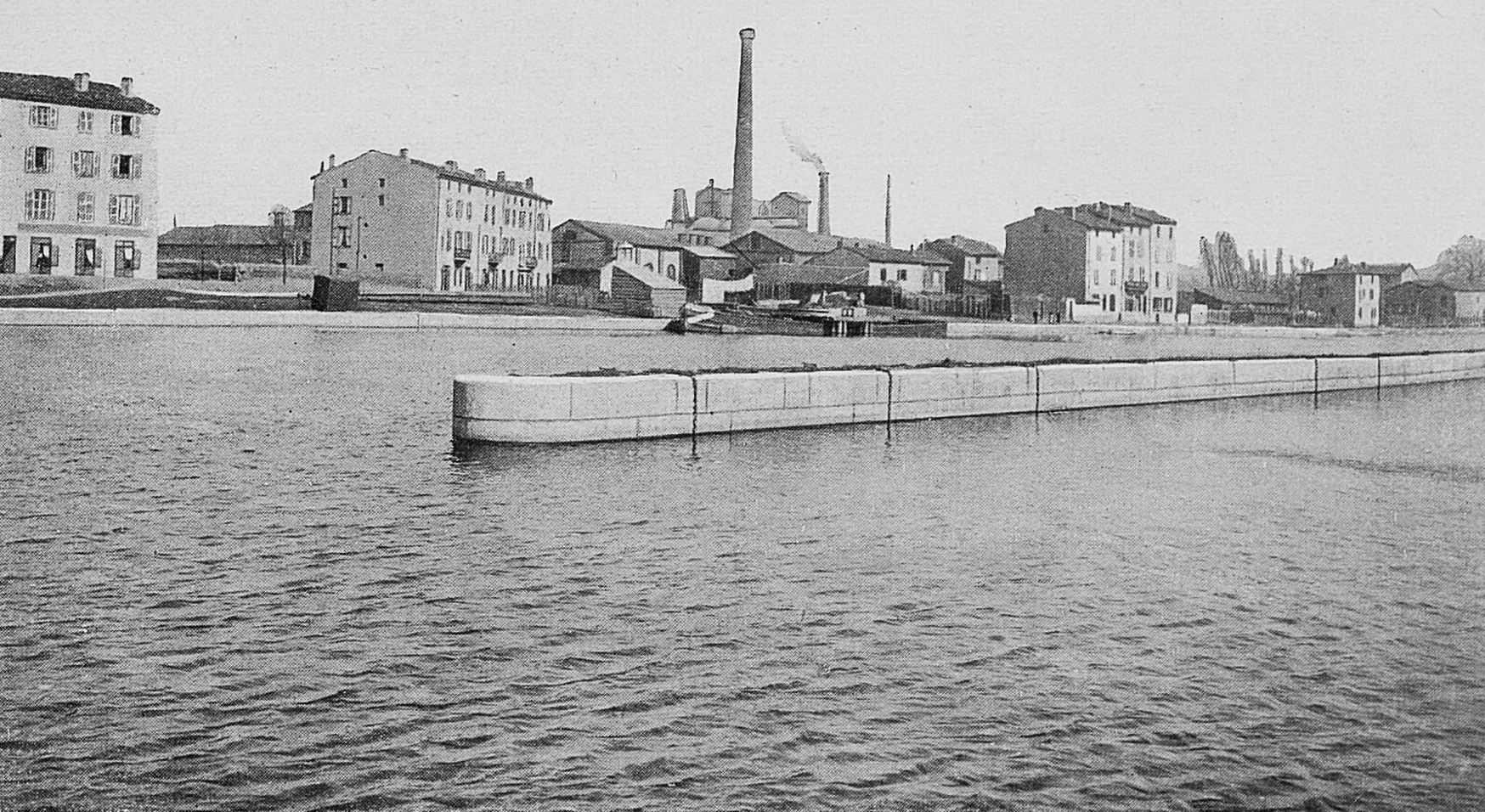
Hafenbecken in Givors (ca. 1901)

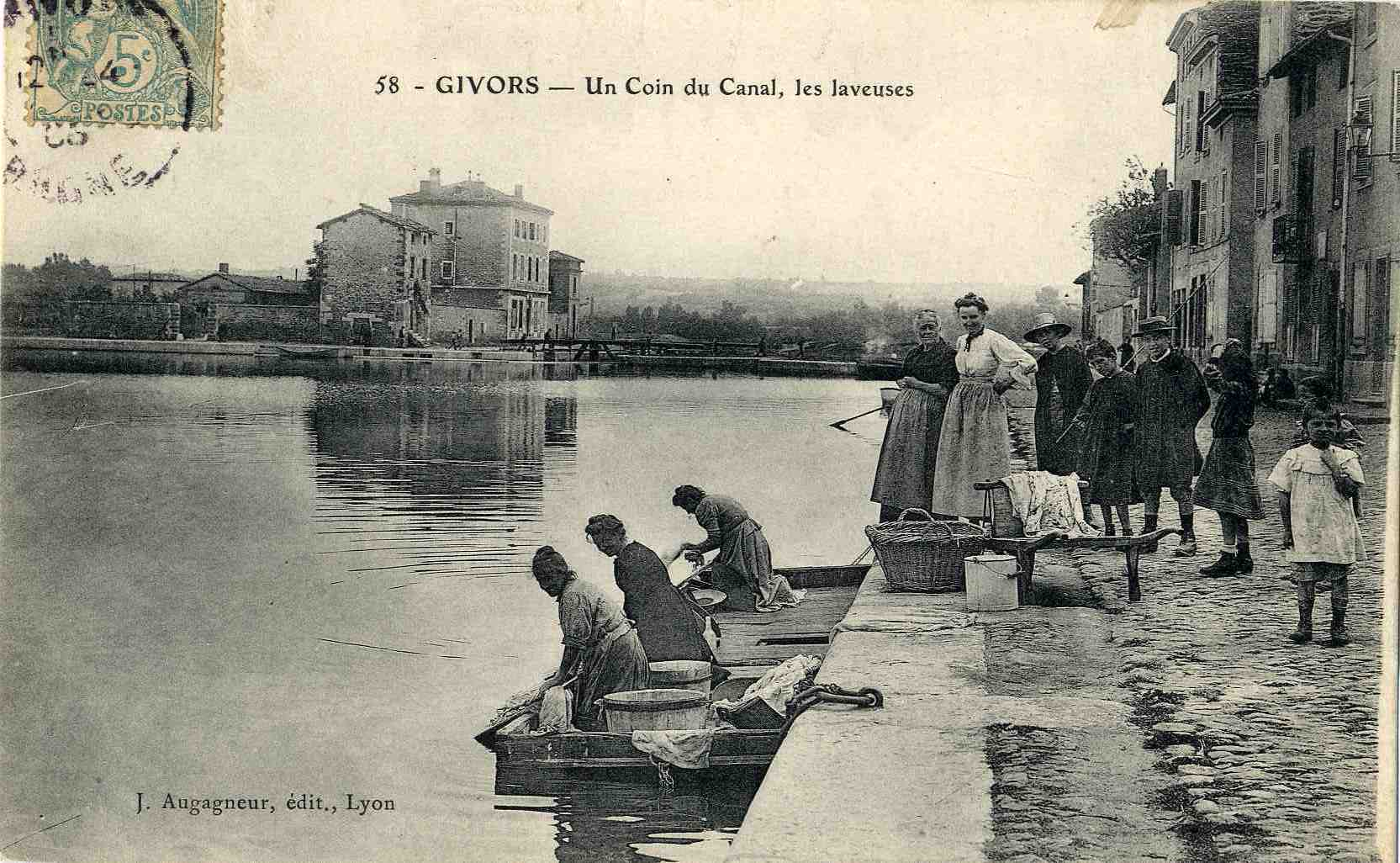
Wäscherinnen am Hafenbecken in Givors

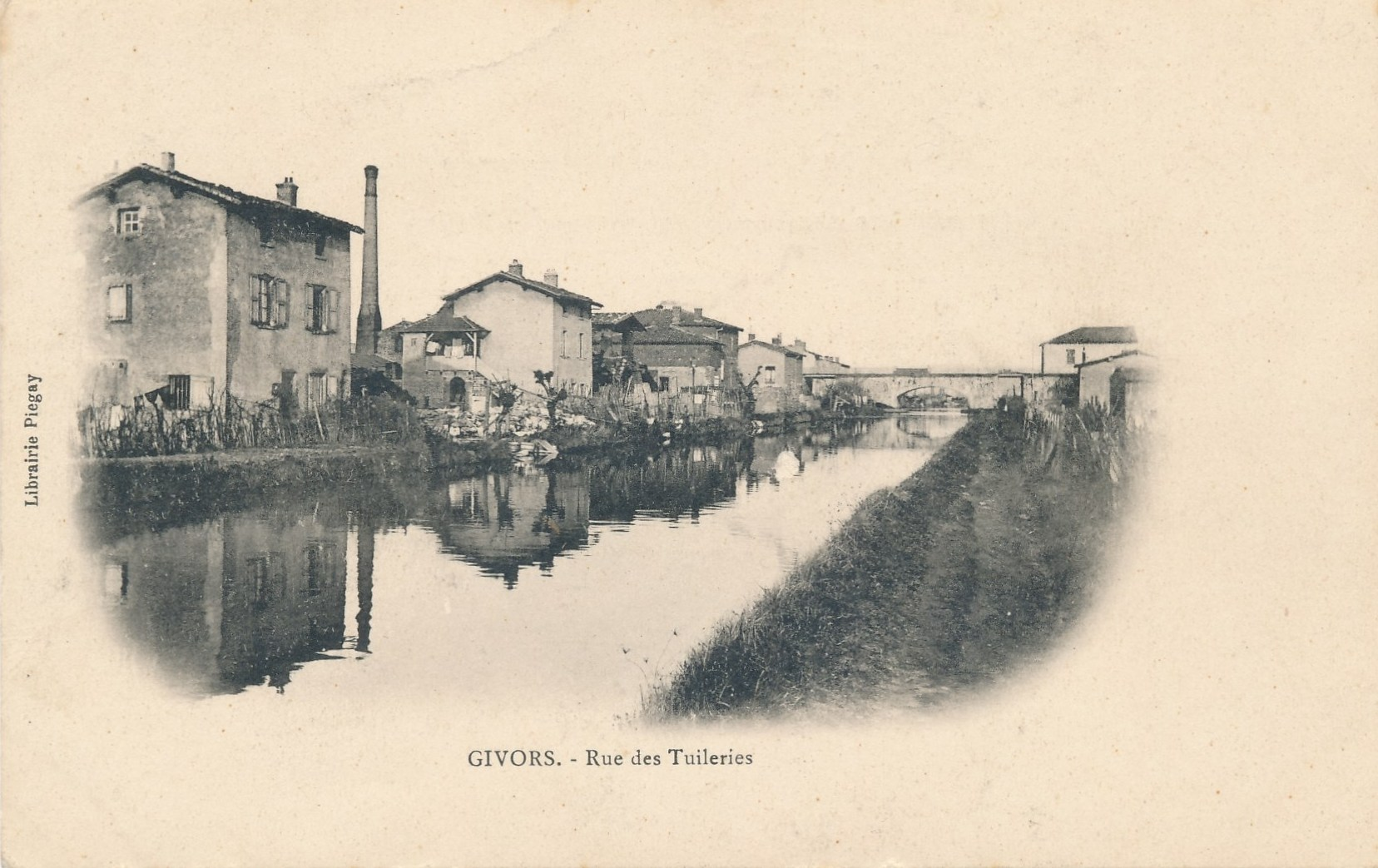
Kanal an der Rue des Tuileries in Givors (um 1900)

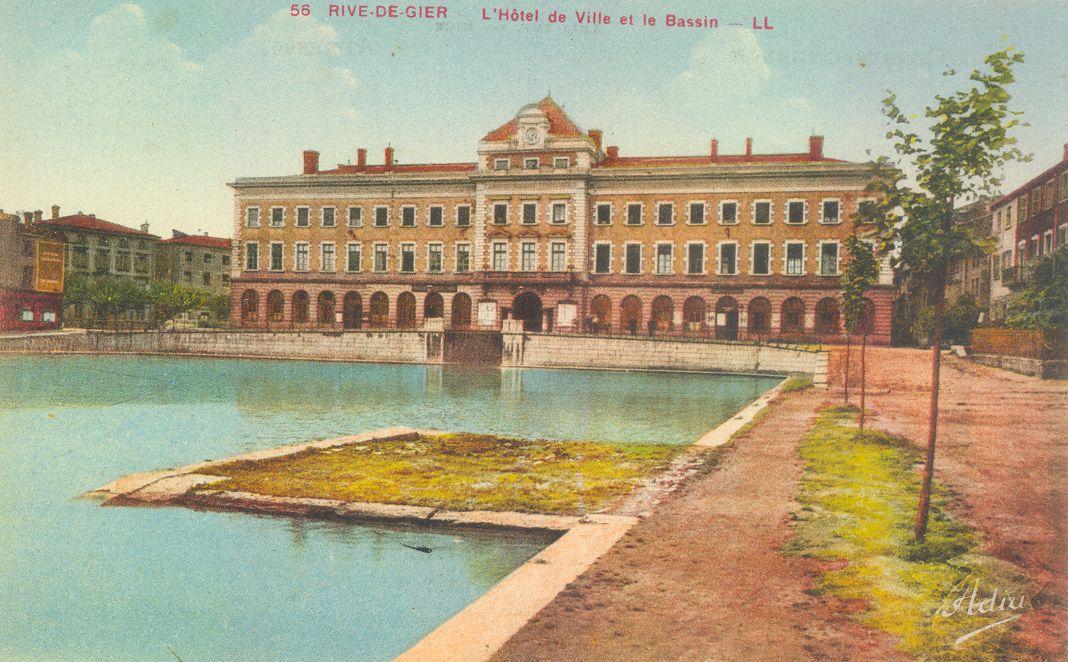
Hafenbecken in Rive-de-Gier und ehemaliges Verwaltungsgebäude

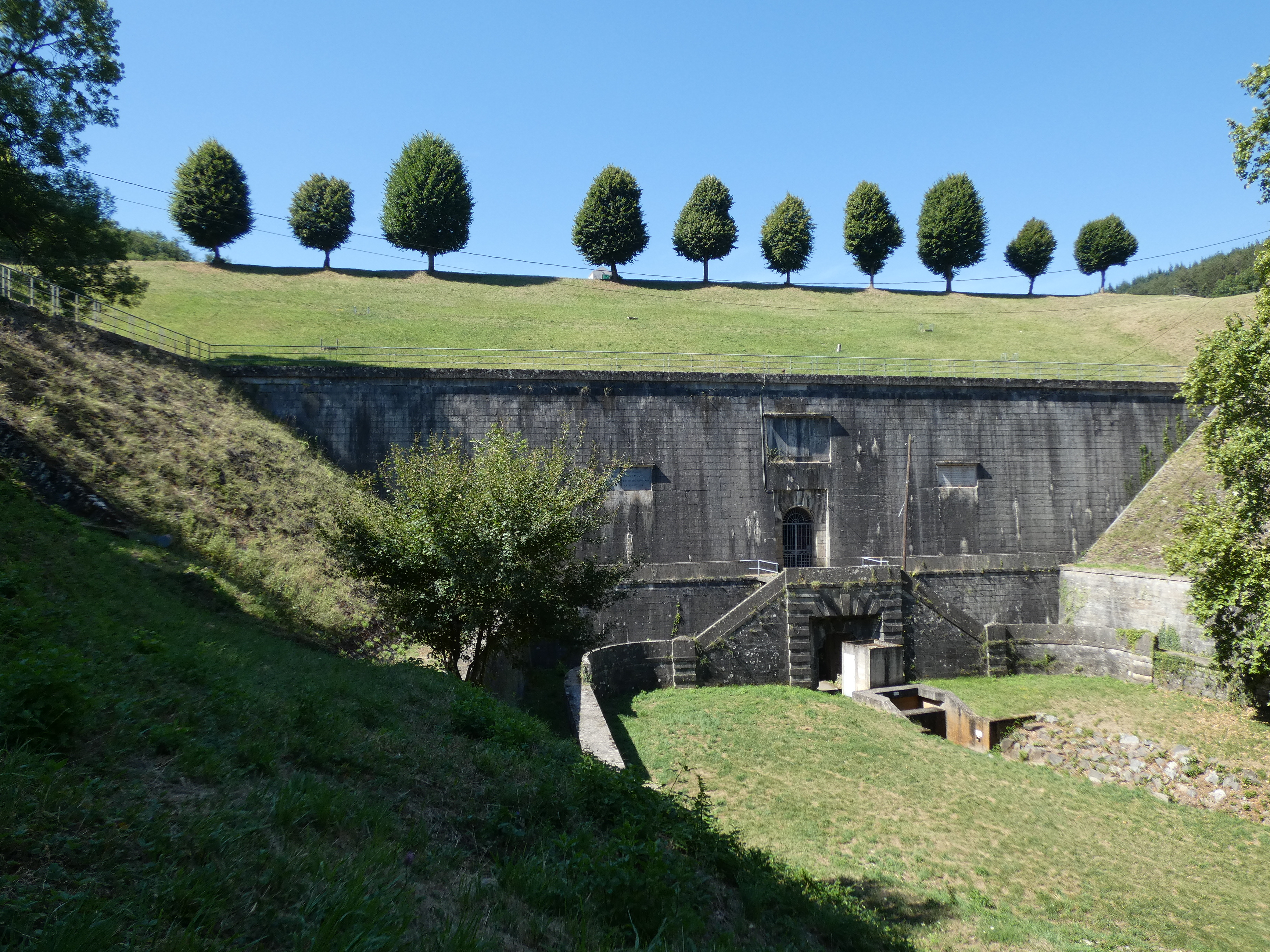
Barrage de Couzon (Talseite)

François Zacharie, ein reicher Eisenwaren- und Uhrenhändler aus Lyon, entwickelte ab 1745 einen ähnlichen Plan. Ihm schwebte vor, wie einst Pierre-Paul Riquet mit dem Canal du Midi, das Mittelmeer über einen Canal des Deux-Mers mit dem Atlantischen Ozean zu verbinden. Zudem hatte er ein persönliches wirtschaftliches Interesse, mussten doch viele seiner aus Saint-Étienne bezogenen Eisenwaren, ebenso Kohle und Holz, auf Maultieren und Wagen durch das Tal des Gier transportiert werden. Sein Projekt eines Kanals von Givors an der Rhone  nach Bouthéon an der Loire, der dem Gier, dann dessen Zufluss Janon und jenseits von Saint-Étienne dem Furan folgen sollte, hielt er aus Sorge vor möglichen Konkurrenten zunächst weitgehend geheim.
In Saint-Étienne fürchtete man eine mögliche Verknappung der für die dortige Eisen- und Waffenindustrie benötigten Kohle und eine Verknappung des Wassers des Furan. In Saint-Chamond waren die Mühlenbesitzer gegen das Projekt eingestellt. Im Jahr 1760 erhielt Zacharie dennoch die Genehmigung für den Kanalbau von Givors bis Rive-de-Gier. Die Arbeiten standen von Anfang an unter einem schlechten Stern: Zacharie missachtete die Ratschläge des königlichen Ingenieurs Lallié, setzte sich über Fachleute hinweg und stellte aus Sparsamkeit schlecht geeignete Arbeiter ein. Vier Jahre später war ein erstes, eine Meile langes Teilstück, fertiggestellt. Bei dessen Füllung brach die Wand einer Schleusenkammer ein, und der selbstbewusste Zacharie, dessen Kapital mittlerweile aufgebraucht war, musste fortan zu Notlösungen greifen. 1766 wurde im Beisein Lyoner Honoratioren auf einem Schiff eine vorgezogene Eröffnung des Kanals zelebriert; während dieser brachen die Uferböschungen, weshalb der weitere Bau untersagt wurde. 1768 starb Zacharie in Givors und hinterließ das Projekt seinem Sohn Guillaume. Jenem erlaubten die Gläubiger, den bis Saint-Romain fertiggestellten Kanal weiterzubauen.
Am 30. September 1870 wurde seitens des Königlichen Rats die Genehmigung zur Fortsetzung der Baumaßnahmen und des Kanalbetriebs für 60 Jahre ab 1772 auf Guillaume Zacharie übertragen. Am 31. Dezember 1772 rief dieser eine neue Betreibergesellschaft ins Leben. Die Bauten seines Vaters wurden als so problematisch befunden, dass sie weitgehend neu errichtet werden mussten. Dies und durch ein Hochwasser verursachte Schäden trieben die Kosten auf mehr als das Dreifache in die Höhe. Zacharie, nahezu finanziell ruiniert, wurde zur Aufgabe bewogen und kehrte in das Uhrengeschäft seines Vaters zurück.
Die Compagnie des Intéressés du canal de Givors konnte schließlich 1776 den Kanal eröffnen. Zahlreiche Widerstände – von den bisherigen Spediteuren mit Maultieren bis hin zu Grundbesitzern wegen drohenden Wassermangels im Fluss Gier – waren noch zu überwinden. Der Kanalhafen in Givors lief indes dem bisherigen Rhonehafen den Rang ab und führte zum Entstehen eines neuen Stadtteils, dem heutigen Givors-Canal. Im Dezember 1790 wurde der Kanalhafen Givors durch ein Hochwasser zerstört. In den Jahren nach der Revolution gruben Menschen unter dem Kanal und dem Hafen von Rive-de-Gier nach Kohle, was zu einem Wassereinbruch führte und die Mine flutete.
Der Höhenunterschied zwischen Rive-de-Gier und Givors betrug 85 Meter, den der 15,5 km lange Kanal mit 29 Schleusen überwand. Sie waren für die Passage von 22,5 m langen und 4,65 m breiten Schiffen ausgelegt, bei einem maximalen Tiefgang von 1,80 m. Zudem wurden neun Kanalbrücken, ein 108 m langer Schiffstunnel (am Rocher perçé) und an seinem westlichen Ende ein großes Hafenbecken angelegt. Dort wurde 1796 das Verwaltungsgebäude errichtet, in dem heute das Rathaus von Rive-de-Gier untergebracht ist. Gespeist wurde der Kanal zunächst ausschließlich vom Gier, dessen wechselnde Wasserstände Probleme bereiteten. Daher wurde in den Jahren 1789 bis 1812 südlich von Rive-de-Gier in einem Seitental eine Staumauer (Barrage de Couzon) gebaut, um auch das Wasser des südlichen Zuflusses Couzon nutzen zu können.
Erst die Regierung Napoleon Bonapartes ermöglichte der Kanalgesellschaft den Wiederaufbau des Kanalhafens in Givors. In den folgenden Jahren prosperierte das Unternehmen: Jährlich 2500 bis 3000 Schiffe mit Laderaum von 700 bis 900 Hektolitern fuhren den Kanal hinab. Im Jahr 1825 wurde das Maximum an beförderter Steinkohle (250.000 t) und 1828 jenes sonstiger Waren (82.950 t vor allem aus Glashütten und Eisenwerken) erreicht. Kanalaufwärts wurden Sand, Erze und weitere für die Industrie wichtige Güter transportiert. Dabei wurden die Schiffe von Menschen getreidelt; die Fahrt von Rive-de-Gier nach Givors dauerte rund 18 Stunden. Um 1818 wurde der Kanal wie folgt beschreiben: Länge 30,96 m, Breite an der Sohle 8 m und an der Oberfläche 10–12 m, Wassertiefe 1,30 m. Im 120 Meter langen Hafenbecken von Rive-de-Gier wurde die Kohle auf die Schiffe verladen, wie das 300 Meter lange Becken in Givors war es mit Quadersteinen gepflastert. Jedes Jahr im September wurde der Kanal für Instandhaltungsarbeiten geleert, das Wiederauffüllen dauerte drei Tage.
Projekte, die Verbindung mit der Loire doch noch zu realisieren, rückten dank der hohen Gewinne wieder in den Bereich des Möglichen. Am 5. Dezember 1831 erhielt die Kanalgesellschaft die Genehmigung zum Weiterbau des Kanals bis La Grand-Croix. 1839 wurde dieser Abschnitt mit 17 Schleusen eröffnet, zwei Jahre später jedoch zwischen La Grand-Croix und Lorette und 1847 von Lorette bis Rive-de-Gier wieder aufgegeben. Gründe waren der sich rasch verschlechternde Zustand aufgrund von Erdbewegungen, die ungenügende Wirtschaftlichkeit und die zunehmende Bedeutung der Eisenbahn.
Am 28. Juni 1830 wurde der erste Abschnitt der Bahnstrecke Saint-Étienne–Lyon zwischen La Grand-Croix und Givors, zunächst mit pferdebespannten Güterzügen, eröffnet. Die Kanalgesellschaft sah sich gezwungen, ihre Tarife zu senken, und nahm zunächst einen und 1838 einen zweiten Schleppdampfer für den Weitertransport der Kanalschiffe auf der Rhone bis Lyon in Betrieb. Die Konkurrenz durch die Eisenbahn führte schließlich zu ihrer Insolvenz; im Jahr 1886 erwarb der Staat den Kanal, konnte seinen Niedergang jedoch nicht aufhalten.
Anfang des 20. Jahrhunderts wurde das Hafenbecken von Givors kommerziell nicht mehr genutzt. Es war verschlammt und die Verbindung zur Rhone nicht breit und tief genug. Aufgrund der erwarteten hohen Kosten wurde um 1920 seine Sanierung verworfen, zumal die Stadt bereits über zwei weitere Häfen verfügte. Zum Rhonehafen, einem Kai unmittelbar am Fluss, war mit der Gare d’eau, einem Hafen der Eisenbahngesellschaft Compagnie du chemin de fer de Saint-Étienne à Lyon, 1831 südlich der Mündung des Gier ein weiterer hinzugekommen. Die Inflation in den frühen 1920er Jahren führte dazu, dass der Transport auf dem Wasser kostspieliger als die Beförderung auf der Schiene wurde.
In den 1960er Jahren mussten weite Teile des Kanals dem Bau der 1970 eröffneten Autobahn A 47 weichen und wurden zu diesem Zweck verfüllt. Einige Relikte blieben erhalten, so bei Tartaras der Schiffstunnel am Rocher perçé mit Kammern einer Koppelschleuse.